# De Nederlandse Vegetariërsbond
De Nederlandse Vegetariërsbond (NVB), kortweg Vegetariërsbond, opgericht op 30 september 1894, is een organisatie die de belangen van vegetariërs in Nederland behartigt. De NVB wil naar eigen zeggen "iedereen laten proeven van de geheimen van de vegetarische keuken" en "mensen en bedrijven helpen bij hun keuze voor lekker, gezond en bewust vegetarisch eten."

## Geschiedenis
In 1894 riep A. Verschoor uit Rotterdam op tot het oprichten van een vereniging voor vegetariërs. Verschoor had als arts in Engeland Thomas Allinson leren kennen. Allinson, ook vegetariër, inspireerde Verschoor tot het oprichten van een dergelijke vereniging. Er verscheen een brochure over vegetarisme op hygiënische en ethische gronden, met achterop een invulformulier met de tekst:
De ondergeteekende verklaart gedurende ... jaar/maanden eene vegetarische voeding (bestaande uit producten uit het plantenrijk met of zonder toevoeging van eieren, melk, boter en kaas, doch met uitsluiting van alle vleesch, visch en gevogelte) te hebben gevolgd. Tevens verklaart hij/zij zich in principe bereid, om zich aan eenen eventueelen Nederlandschen Vegetariërs-Bond aan te sluiten, om met dit lichaam als 'Lid' samen te werken tot verspreiding van de kennis der grondgedachten, welke in de vegetarische leer en het vegetarisch dieet liggen opgesloten.
Op 30 september van dat jaar werd de Nederlandsche Vegetariërs Bond opgericht, al kostte het moeite om bestuursleden te vinden. Hoewel Verschoor wel drie artsen wist die vegetariërs waren, wilden die niet in het bestuur. Adama van Scheltema, de voorzitter van de Nederlandse geheelonthouding Vereniging bedankte vanwege zijn hoge leeftijd (80 jaar). De commissie regelde met de manager van het Krasnapolsky Hotel in Amsterdam dat daar vegetarische gerechten werden aangeboden. Wel bestond de hoop om een eigen vegetarisch restaurant te kunnen starten.
Het eerste bestuur bestond uit: A. Verschoor (voorzitter), mw. C. van der Hucht-Kerkhoven (2e voorzitter), M. Valk (1e secretaris), H.W. Cornelis (2e secretaris), A.D. Holterman (penningmeester), mej. A.J.J. Ebeling (2e penningmeester) en de gewone bestuursleden mej. H.M.A. Jungius en dr. E. Reich. Bij oprichting, in 1894, had de vereniging 33 leden, wat naarmate de jaren verstreken steeg; zo hadden ze 10 jaar later zo'n 600 leden en 20 jaar later zo'n 1000. Verschoor was tot 1896 voorzitter van de NVB. Hij werd opgevolgd door Felix Ortt, iemand die tot de christen-anarchisten of Tolstojanen gerekend kan worden. Ortt was in 1892 vegetariër geworden om gezondheidsredenen, maar werd daarna strikter, hij werd geheelonthouder, pacifist en zag vrouwen als gelijkwaardig aan de man. Ortt begon met het uitgeven van een blad, de Vegetarische Bode, wat het officiële blad van de NVB werd. In deze periode bleek dat vegetariërs verschillende politieke idealen hadden, er waren socialisten, liberalen, christenen en anarchisten onder de leden.
In 1898 werd Ortt opgevolgd door Daniël de Clercq. De Clercq was een vooruitstrevend persoon, naast voorzitter van de NVB was hij ook medeoprichter van de Vereniging voor Gemeenschappelijk Grondbezit, hij was kandidaat voor de Friesche Volkspartij en later voor de SDAP. Hij richtte zich met het in 1906 opgerichte "Vegetarisch Bureau" op fabrikanten met als doel ze te stimuleren tot het maken van vegetarische producten.
De NVB pleitte voor vegetarische voeding in het leger en de gevangenis. Ook bood de bond hulp aan zieke en werkloze vegetariërs. Het waren niet alleen doelen die met vegetarisme te maken hadden die de NVB nastreefde, samen met andere organisaties werkte de NVB voor "vrije uitoefening de geneeskunst" en kwam ze op voor vrouwenarbeid. De NVB steunde de oprichting van vegetarische restaurants. Vanuit de NVB werd onder meer de Vereniging van Vegetarische Kinderkolonies opgericht, die als doel had stadskinderen een vakantie in de natuur te bezorgen.
Er werden lokale afdelingen opgericht in onder andere Haarlem, Utrecht en Rotterdam. Een probleem dat zich hier voordeed was hetzelfde als bij de landelijke organisatie; de leden toonden slechts weinig betrokkenheid en de vergaderingen werden saai gevonden. De redenen om vegetariër te worden liepen sterk uiteen, naast gezondheid werden ethische en economische redenen steeds belangrijker. Dierenwelzijn (ethische reden), allerlei klachten op medisch gebied (medische reden) en de grote hoeveelheid grond die de veeteelt in beslag nam (economische reden), waren argumenten om vegetariër te worden.
Opmerkelijk is de weerstand van De Clercq tegen enkele Spaanse en vooral Duitse vegetariërs. Deze vegetariërs zagen het vegetarisme als onderdeel van de evolutie en wilden door het stichten van vegetarische kolonies een sterker ras kweken. Een uitspraak van De Clercq aangaande deze kolonies was: "Of in dat vegetarische klooster geen hoogmoed en valsch rassengevoel gekweekt zou worden?"

## Doel van de bond
De Vegetariërsbond heeft zichzelf de volgende doelen voor ogen gesteld:
- Opkomen voor de belangen van vegetariërs.
- Zorgen voor een betere leefomgeving voor mens, dier en milieu.
- Vermindering van de vlees- en visproductie.
- Vergroting/uitbreiding van het aantal vegetariërs en vleesminderaars.
- Het vergaren en verspreiden van informatie over vegetarisme, zodat op een positieve en constructieve manier de mensen bereikt kunnen worden. De bond wil het vegetarisme niet opleggen, maar door het geven van informatie mensen ervan overtuigen vegetariër te worden.

### Weerstand
Vanaf de oprichting heeft de NVB te maken gehad met weerstand. De medische wereld had rond 1894 een andere visie wat betreft voeding, vlees was een essentieel onderdeel van de menselijke voeding. Als weerwoord stelde de NVB dat er genoeg bewijs was voor het tegendeel, door middel van berichtgeving in de Vegetarische Bode kon de NVB een weerwoord opstellen. Naarmate de wetenschap meer leerde over de voeding die de mensen tot zich namen, veranderden ook de argumenten die zowel voor- als tegenstanders van het vegetarisme gebruikten. Enkele grote dagbladen publiceerden negatieve berichten over het vegetarisme, toch werd het beeld steeds gunstiger. Het was niet zo dat alle medici vegetarisme afwezen, er waren ook artsen lid van de NVB. Sommige argumenten die eind negentiende eeuw voor vegetarisme werden aangevoerd werden al snel als onzin bestempeld, zoals dat seksuele driften zouden worden veroorzaakt door de consumptie van vlees en dat mensen die vlees eten oorlogszuchtiger zouden zijn.

## Organisatie
De Vegetariërsbond had in 1989 circa 3300 leden. In 2014 waren er ongeveer 4.000 leden en donateurs. De Vegetariërsbond kampt met een krap budget en zoekt naar middelen om haar budget te vergroten, onder meer door verschillende keurmerken en Europese subsidies. De Vegetariërsbond heeft zes betaalde medewerkers, een kleine 30 onbetaalde medewerkers en een bestuur bestaande uit zes leden. De Vegetariërsbond heeft samen met zorgverzekeraar Agis en stichting Preventiezorg afspraken gemaakt over een speciale polis voor vegetariërs. De bond organiseert verschillende activiteiten, zoals de jaarlijkse VegeQ, een vegetarische barbecue, de Langste Vegetarische Tafel en de Vegetarische Restaurantweek.
De leden van de bond ontvangen een ledenblad. Dit heette tot 1971 Vegetarische Bode en van 1971 tot 2014 Leven. In 2014 werd het een driemaandelijks tijdschrift onder de titel Lekker.Vegetarisch. De redactie bestaat voor het grootste deel uit vrijwilligers.

### Langste Vegetarische Tafel
Om het vegetarisch eten onder aandacht te brengen en te promoten, werd op 12 juli 2013 door De Nederlandse Vegetariërsbond op het Museumplein in Amsterdam voor de derde maal de 'Langste vegetarische tafel' georganiseerd. Over een lengte van 360 meter stonden 150 tafels en 300 banken opgesteld rond de vijver van het Museumplein, waar een Grieks vegetarisch maal werd geserveerd. Een recordaantal van 1.200 mensen at mee (in 2012 waren er 800). Het record stond nu toe op een 'Langste vegetarische tafel' in Mechelen in België, waar duizend mensen meeaten. Op 18 juli 2014 werd dit record wederom verbeterd en staat dit nu op meer dan 1.750.

### De Vegetarische Restaurantweek
Sinds 2011 organiseert de bond in samenwerking met Vroege Vogels de Vegetarische Restaurantweek. Tijdens deze week bieden restaurants een vegetarisch menu aan voor een voordelig tarief. Aan deze week doen jaarlijks rond de 100 restaurants mee. Ambassadeurs van deze week zijn onder andere Antoinette Hertsenberg, Maarten Tjallingii en Paul McCartney.

### Keurmerken
De Vegetariërsbond beheert twee keurmerken. Ze zijn licentiehouder van het wereldwijd in gebruik zijnde V-Label keurmerk. Dit is een keurmerk dat garandeert dat een product volledig vegetarisch of plantaardig is - de Vegetariërsbond geeft exclusief voor, namens en in Nederland dit keurmerk uit. 
Daarnaast geeft de Vegetariërsbond een keurmerk uit voor de Horeca: het LekkerVega Keurmerk (voorheen 'Gastvrij Voor Vegetariërs'). Dit is een keurmerk voor restaurants en andere eetgelegenheden die een bovengemiddeld aantal vegetarische en/of veganistische opties op de menukaart hebben. Binnen het keurmerk zijn er 3 waarderingen: Goud, Zilver en Brons. Medio juni 2022 staat de teller op bijna 500 restaurants met het LekkerVega Keurmerk, variërend van Groningen t/m Middelburg en van Hoorn t/m Maastricht, van lunchrooms en eetcafés t/m Michelinster-restaurants.